# 科利 (多尔多涅省)
科利（法語：Coly，法語發音：[kɔli]）是法国多尔多涅省的一个旧市镇，属于萨拉拉卡内达区。2019年，科利与市镇圣阿芒德科利合并为新市镇科利-圣阿芒。

## 地理
科利（45°5'10"N, 1°16'5"E）面积8.01 平方千米，位于法国新阿基坦大区多爾多涅省，该省份为法国西南部内陆省份，是法國本土面积第三大的省，大致对应佩里戈尔地区，北起顺时针与夏朗德省、上维埃纳省、科雷兹省、洛特省、洛特-加龙省、吉倫特省和滨海夏朗德省接壤。
科利的时区为UTC+01:00、UTC+02:00（夏令时）。

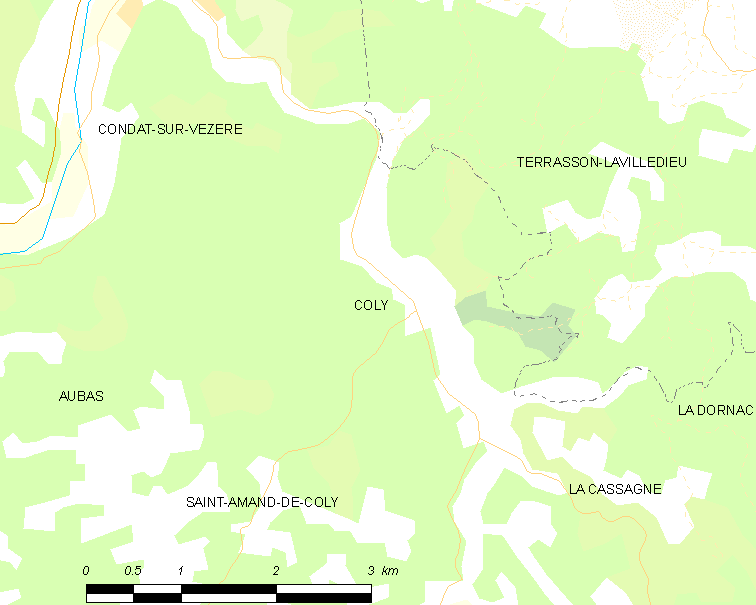
科利的OSM定位图

## 行政
科利的邮政编码为24120，INSEE市镇编码为24127。

## 政治
科利所属的省级选区为泰拉松-拉维勒迪约县。

## 人口

1962-2008年间科利人口变化图示

科利于2018年1月1日时的人口数量为209人。